# 카타야마 오사무
카타야마 오사무(일본어: 片山 修  かたやま おさむ[*], 1965년 8월 25일 ~ )는 일본의 TV 아사히  제작 2부 소속의 드라마 연출가, 영화 감독이다.
야마구치현 출신. 1986년에 이즈미 방송 제작사에 입사했고, 드라마 제작을 담당했다. 그 후, TBS와 이즈미 방송 제작사 모두에 소속하였고, 2007년에 TV 아사히로 이적 했다. 1991년 《선생님 찾기》(TBS)에서 첫 연출. 2007년의 《히트 아일랜드》로 영화 첫 감독에 데뷔했다.

## 작품 목록

### 감독·연출
이즈미 제작·TBS 방송사
- 《선생님 찾기》 (1991년)
- 《철저하게 사랑은 ...》 (1993년)
- 《6월의 신부》 (1995년)
- 《빛나라 린타로》(1995년)
- 《Campus Note》 (1996년)
- 《마지막 사랑》 (1997년)
- 《불쾌한 과실》 (1997년)
- 《Sweet Season》 (1998년)
- 《러브와 에로스》 (1998년)
- 《청색의 시대》 (1998년)
- 《어떤 분!》 (1998년)
- 《천국에서 가장 가까운 남자》 (1999년)
- 《마녀의 조건》 (1999년)
- 《천국에서 가장 가까운 남자 - 불꽃의 목숨 스페셜》 (1999년)
- 《여자 빚쟁이가 간다!》(2000년)
- 《Friends》 (2000년)
- 《아버지.》 (2000년)
- 《안녕히, 천국에서 가장 가까운 남자》 (2000년)
- 《너의 유키지가 울고 있다》 (2001년, TV 아사히)
- 《천국에서 가장 가까운 남자 - 교사 편》 (2001년)
- 《사랑하고파》 (2001년)
- 《사랑을 몇 년 쉬고 있습니까》 (2001년)
- 《키사라즈 캐츠아이》 (2002년)
- 《내가 지구를 구한다》 (2002년)
- 《아버지》 (2002년)
- 《사랑 싸움!》 (2003년, TV 아사히)
- 《웃는 얼굴의 법칙》 (2003년)
- 《모토카레》 (2003년)
- 《맨하탄 러브 스토리》 (2003년)
- 《아프리카 발톱》 (2003년, 요미우리 TV )
- 《홈 드라마!》 (2004년)
- 《타이거 & 드래곤》 (2005년)
- 《하루카 17》 (2005년, TV 아사히)
- 《꽃보다 남자 1》 (2005년)
- 《Happy! 1》 (2006년)
- 《다멘즈 워커》 (2006년, TV 아사히)
- 《대단한 곳에 시집 버렸다!》 (2007년, TV 아사히)

TV 아사히
- 《여제》 (2007년)
- 《몹걸》 (2007년)
- 《퍼즐》 (2008년)
- 《소아 구명》 (2008년)
- 《취활의 딸》 (2009년)
- 《엔젤 뱅크~전직 대리인》 (2010년)
- 《바텐더》 (2011년)
- 《지우 경시청 특수범 수사계》 (2011년)
- 《11명이나 있다!》 (2011년)
- 《W의 비극》 (2012년)
- 《날씨 언니》 (2013년)
- 《내가 싫어하는 탐정》 (2014년)

영화
- 《키사라즈 캐츠아이 일본 시리즈》 (2003, 아스믹 에이스) ※부분 연출
- 《히트 아일랜드》 (2007년, 재나두)
- 《산 -가쿠-》 (2011년, 토호)